# Chiloglottis
Chiloglottis es un género de orquídeas de hábito terrestre. Tiene 17 especies. Este género es caducifolio   y  endémico de Australia y Nueva Zelanda.
El nombre científico del género se deriva de palabras griegas, refiriéndose a la lengua en forma de labio. 

## Descripción
Las especies  tienen de 1 a 4 pares de hojas oblongo-lanceoladas, glabras y  raíces tuberosas subterráneas y un corto pedúnculo. La flor es polinizada por insectos por engaño sexual (pseudocopulación), especialmente por avispas. El labio de la flor imita a  la hembra de la avispa para su polinización.

## Especies
1. Chiloglottis anaticeps D.L.Jones, Austral. Orchid Res. 2: 37 (1991).
2. Chiloglottis chlorantha D.L.Jones, Austral. Orchid Res. 2: 37 (1991).
3. Chiloglottis cornuta Hook.f., Fl. Antarct.: 69 (1844).
4. Chiloglottis formicifera Fitzg., Austral. Orch. 1(3): t. 9 (1877).
5. Chiloglottis grammata G.W.Carr, Indig. Fl. Fauna Assoc. Misc. Pap. 1: 20 (1991).
6. Chiloglottis gunnii Lindl., Gen. Sp. Orchid. Pl.: 387 (1840).
7. Chiloglottis jeanesii D.L.Jones, Muelleria 10: 64 (1997).
8. Chiloglottis longiclavata D.L.Jones, Austral. Orchid Res. 2: 38 (1991).
9. Chiloglottis palachila D.L.Jones & M.A.Clem., Austral. Orchid Res. 2: 39 (1991).
10. Chiloglottis platychila G.W.Carr, Indig. Fl. Fauna Assoc. Misc. Pap. 1: 21 (1991).
11. Chiloglottis platyptera D.L.Jones, Austral. Orchid Res. 2: 39 (1991).
12. Chiloglottis pluricallata D.L.Jones, Austral. Orchid Res. 2: 40 (1991).
13. Chiloglottis reflexa (Labill.) Druce, Rep. Bot. Exch. Club Brit. Isles 1916: 614 (1917).
14. Chiloglottis seminuda D.L.Jones, Austral. Orchid Res. 2: 41 (1991).
15. Chiloglottis sphaerula D.L.Jones, Austral. Orchid Res. 5: 73 (2006).
16. Chiloglottis sphyrnoides D.L.Jones, Austral. Orchid Res. 2: 41 (1991).
17. Chiloglottis sylvestris D.L.Jones & M.A.Clem., Proc. Roy. Soc. Queensland 98: 123 (1987).
18. Chiloglottis trapeziformis Fitzg., Austral. Orch. 1(3): t. 9 (1877).
19. Chiloglottis triceratops D.L.Jones, Austral. Orchid Res. 3: 66 (1998).
20. Chiloglottis trullata D.L.Jones, Austral. Orchid Res. 2: 42 (1991).
21. Chiloglottis truncata D.L.Jones & M.A.Clem., Proc. Roy. Soc. Queensland 98: 124 (1987).
22. Chiloglottis turfosa D.L.Jones, Austral. Orchid Res. 2: 43 (1991).
23. Chiloglottis valida D.L.Jones, Austral. Orchid Res. 2: 43 (1991).

## Taxonomía
En 2005 las siguientes especies fueron transferidas al nuevo género Myrmechila: 
- Chiloglottis formicifera
- Chiloglottis platyptera
- Chiloglottis trapeziformis
- Chiloglottis trullata
- Chiloglottis truncata

Híbrido intergenérico:  Chiloglottis × pescottiana R.S.Rogers: (Chiloglottis valida x Myrmechila trapeziformis): orquídea del sudeste de Australia